# Johannes Leyman
Lars Olof Johannes Leyman, född 8 april 1945 i Västra Frölunda församling, Göteborgs och Bohus län, är en svensk ljudtekniker och musikproducent.
Leyman är son till konstnärerna Olof Leyman och Barbro Elmqvist-Leyman. Han studerade 1967–1969 vid Göteborgs musikkonservatorium (kyrkomusikerlinjen) och var 1970–1976 verksam som musiklärare på Experimentgymnasiet i Göteborg. Han övergick därefter till att 1976–1980 verka som ljudtekniker på det progressiva skivbolaget Nacksving i samma stad och kom att medverka på en lång rad musikalbum. Han anlitades även av skivbolag som Amalthea, Avanti och Manifest. Han medverkade från 1978 även i flera filmer. Han var även verksam som producent inom Musik i Väst och Rikskonserter.
Leyman kom under 1980-talet att ägna stort intresse åt användandet av synthesizer inom musiken och utgav 1986 Synthesizer: En bok om elektroniska musikinstrument. 1984-1999 var han verksam som konsult och produktexpert för Yamaha Scandinavia, där han bland annat översatte och bearbetade alla manualer för Yamahas syntar, trummaskiner och sequencers under dessa år. Han har sedan 1989 drivit den egna firman Leyman Music inom musik- och fonogramproduktion. Han är bosatt i Skene och producerade 2018 utställningen En flitig Örbyflicka – ett konstnärsliv, om sin mors konstnärskap, på Rydals museum i Marks kommun.

## Filmografi
- Tältet:Vem tillhör världen? (musikmixning, B-ljud, 1978)
- Ett anständigt liv (musiktekniker, 1979)
- Bara ett barn (musikmixning, 1980)
- Inter Rail (mixning, 1981)
- Jacob Smitaren (ljudtekniker, 1983)
- Det är långt till New York (musik, 1988)